# Priapulopsis cnidephorus
Priapulopsis cnidephorus är en djurart som tillhör fylumet snabelsäckmaskar, och som beskrevs av Luitfried von Salvini-Plawen 1973. Priapulopsis cnidephorus ingår i släktet Priapulopsis och familjen Priapulidae. Inga underarter finns listade i Catalogue of Life.